# Флаг Упоровского района
Флаг муниципального образования Упо́ровский муниципальный район Тюменской области Российской Федерации.
Флаг утверждён 23 ноября 2007 года и внесён в Государственный геральдический регистр Российской Федерации с присвоением регистрационного номера 3906.
Флаг составлен на основании герба Упоровского муниципального района, воспроизводит его символику и наряду с ним служит официальным символом Упоровского муниципального района.

## Описание
«Прямоугольное полотнище синего цвета с отношением ширины к длине 2: 3, несущее вдоль нижнего края полотнища и на расстоянии в 1/10 его ширины три белые горизонтальные волнистые полосы, разделённые синими линиями, с общей габаритной шириной в 1/5 от ширины полотнища. На основной, синей части помещено касающееся края верхней белой полосы изображение ладьи и колосьев из районного герба, выполненное красным, жёлтым и белым цветами».